# Si, si, mon colonel
Pour plus de détails, voir Fiche technique et Distribution.
Si, si, mon colonel (Un ufficiale non si arrende mai nemmeno di fronte all'evidenza, firmato Colonnello Buttiglione) est un film italien réalisé par Mino Guerrini, sorti en 1973.

## Synopsis
Le colonel Buttiglione de l'armée de terre italienne commande la caserne « Zanzibar » avec une raideur obtuse, au contraire de ses conscrits qui ne pensent qu'à leur permission et aux femmes.

## Fiche technique
- Titre original : Un ufficiale non si arrende mai nemmeno di fronte all'evidenza, firmato Colonnello Buttiglione
- Titre français : Si, si, mon colonel
- Réalisation : Mino Guerrini
- Scénario : Castellano et Pipolo
- Photographie : Arturo Zavattini
- Musique : Gianni Boncompagni
- Pays d'origine :  Italie -  France
- Genre : comédie
- Date de sortie : 1973

## Distribution
- Aldo Maccione : sergent Alessandro Mastino
- Jacques Dufilho : colonel Rambaldo Buttiglione
- Michele Gammino : capitaine Baisi
- Christa Linder : amie de Baisi
- Cinzia Bruno : Barbara Buttiglione
- Vincenzo Crocitti : lieutenant Dicitur
- Ernesto Calindri : lui-même dans la parodie de la publicité du Cynar
- Umberto Smaila
- Jerry Calà
- Ninì Salerno
- Gianni Elsner